# Baltazar Miaskowski
Baltazar Miaskowski herbu Leliwa (ur. w 1570, zm. w 1632) – polski duchowny rzymskokatolicki, biskup pomocniczy kujawsko-pomorski.

## Życiorys
22 maja 1617 papież Paweł V prekonizował go biskupem pomocniczym kujawsko-pomorskim oraz biskupem in partibus infidelium margaryteńskim. 18 marca 1618 w Warszawie przyjął sakrę biskupią z rąk biskupa kujawsko-pomorskiego Pawła Wołuckiego. Współkonsekratorami byli biskup przemyski Stanisław Sieciński oraz biskup kamieniecki Adam Nowodworski.
Pochowany w katedrze Wniebowzięcia NMP we Włocławku.